# Warch
Pour les articles homonymes, voir Warsh.
Ne doit pas être confondu avec Hafs.
Abu Saʿid Uthman Ibn Saʿid al-Qutbi, (110-197 AH), plus connu sous le nom de Warch, est une figure significative dans l'histoire des lectures du Coran (qira'at), c'est-à-dire des méthodes canoniques de récitation du Coran. Outre Qalun, il est l'un des deux principaux émetteurs de la méthode canonique des lectures du Coran de Nafi' Al-Madani,,. Ensemble, leur style est la forme la plus commune de récitation coranique dans la majorité des mosquées africaines en dehors de l'Égypte, et est également populaire au Yémen et au Darfour bien que le reste du Soudan suive la méthode de Hafs.  
La différence avec la méthode Hafs est présentée dans l'article Warch 'an naafi'. La méthode de Warsh et son homologue Qalun était aussi la méthode de récitation la plus populaire dans l'Al-Andalus. La majorité des Mushaf imprimés aujourd'hui en Afrique du Nord et Afrique de l'Ouest suit la lecture de Warsh.
Il est décédé en 812 ap. J.-C.

## Liens
- Notices d'autorité :   - VIAF